# The Day the Earth Stood Still
Aviat me n'aniré i, per tant, vull parlar sense embuts. L'Univers se'ns queda petit i no podem tolerar amenaces d'agressió per part de ningú. Els nostres robots policies patrullaran pel planeta Terra en aquestes naus còsmiques per a assegurar la pau. Actuaran davant el primer signe de violència. A nosaltres no ens incumbeix com governen vostès la Terra, però si persisteixen en estendre la seua violència, llavors ens veurem obligats a reduir el seu planeta a cendres. La seua elecció és senzilla: poden unir-se a nosaltres i viure en pau, o bé no canviar i enfrontar-se a la destrucció. La decisió està en la seua mà. Esperarem la seua resposta. 
The Day the Earth Stood Still (en català, El dia que la Terra s'aturà) és una pel·lícula de l'any 1951 dirigida per Robert Wise i protagonitzada per Michael Rennie i Patricia Neal.

## Argument
Un extraterrestre d'aparença humana, Klaatu (Michael Rennie), que viatja amb el robot Gort (Lock Martin), aterra la seua nau espacial a Washington DC. Rebut pels militars amb hostilitat, Klaatu fugirà i es farà dir Carpenter entre els humans. Coneix Helen Benson (Patricia Neal) i el seu fill Bobby (Billy Gray). Després contacta amb un científic nuclear, el professor Jacob Barnhardt (Sam Jaffe). Diu ésser un emissari del cosmos amb la missió d'exigir als governs terrestres un compromís de pau i de cessament de la cursa armamentista, ja que l'activitat bel·licista dels terrícoles posa en perill la seguretat de tot l'Univers.

## Context històric i artístic
El dia que la Terra s'aturà és un títol incontestable del més emblemàtic cinema de ciència-ficció dels anys cinquanta del segle xx, basat en la noció que l'activitat bel·licista de la Terra pot posar en perill l'equilibri de tot l'Univers. Es va fer a partir de l'ideari polític del productor Julian Blaustein i del guionista Edmund H. North, els quals van voler denunciar la creixent escalada armamentista, posant el dit a la nafra en la política militar del propi govern estatunidenc del president Harry S. Truman. De fet, un al·legat com aquest no és estrany en una època -en plena Guerra Freda- de fortes tensions entre l'administració capitalista dels Estats Units i els dirigents comunistes de la Unió Soviètica. Altrament, és la primera pel·lícula de ciència-ficció produïda per un gran estudi, integrant-hi arguments de caràcter humanista i reflexiu. Fins llavors, aquest gènere literari i cinematogràfic s'havia entestat a mostrar els extraterrestres com a éssers destructors i nocius. Però amb aquesta producció de l'any 1951 preval un definit postulat concertador i pacifista: l'emissari intergalàctic (Michael Rennie en un paper menyspreat per Claude Rains) arriba al planeta Terra com a ambaixador de bona voluntat, però també alerta els governants terrestres sobre l'ús indiscriminat de l'energia atòmica, exigint el cessament immediat de la cursa d'armaments.
La pel·lícula interessa i gratifica, destacant l'atmosfèrica realització, una estètica realista propera al cinema negre de l'època i la música de Bernard Hermann, que fa un eficaç ús del theremin, instrument electrònic recuperat anys després per Danny Elfman en Mars Attacks! (Tim Burton, 1996). L'esperit conciliador seria recollit per Steven Spielberg a Encontres a la tercera fase (1977) i ET, l'extraterrestre (1982). El relat de Harry Bates va ésser filmat de nou el 2008, però, segons la crítica, amb resultats molt insatisfactoris.

## Curiositats
- En consonància amb l'al·legoria cristiana de la pel·lícula, Klaatu adopta el nom de Carpenter (fuster en anglès) quan decideix entremesclar-se amb els humans i amagar-se dels militars. Robert Wise no fou conscient de les implicacions cristianes de tot això fins que li van dir uns quants anys més tard (l'Evangeli segons Marc diu que Jesús de Natzaret era fuster,[2] mentre que l'Evangeli segons Mateu, fa palès que Jesús era també fill de fuster).[3]
- Claude Rains fou el primer actor a qui li fou ofert el paper de Klaatu, però el va rebutjar (tot i que volia acceptar-ho) a causa d'un compromís previ a Broadway. Anne Baxter també fou triada inicialment per al paper de Helen Benson i Spencer Tracy per al de Klaatu.[4]

## Errades
- Quan la nau espacial arriba a Washington DC, molta gent mira en la direcció equivocada.[5]
- Klaatu diu al professor Barnhardt que estava a l'habitació 309 de l'hospital Walter Reed, però el número que apareix a la porta de la seua habitació és el 306.[6]
- Quan es produeix l'apagada elèctrica, hom pot veure que un policia tracta d'engegar inútilment la seua motocicleta mentre que, al mateix temps, el semàfor de l'esquerra és mostrat funcionant sense cap mena de problema.[6]
- La pel·lícula mostra que l'apagada elèctrica aturaria els vehicles, però, de fet, això només afectaria els que funcionessin amb gasolina, ja que els motors dièsel utilitzen la compressió per a funcionar i no pas una espurna elèctrica.[6]
- Si Klaatu/Carpenter no disposava de diners quan va arribar a la Terra, com va ésser capaç de romandre a la casa d'hostes durant una setmana sense haver de pagar cap lloguer?[6]

## Llegat
El dia que la Terra s'aturà fou seleccionada pel National Film Registry dels Estats Units per a la seua conservació pels seus valors culturals, històrics i estètics.

## Galeria
- L'actor anglès Michael Rennie com a Carpenter/Klaatu
- Rèplica de Gort al Robot Hall of Fame (Carnegie Science Center, Pittsburgh)
- El robot Gort
- Klaatu